# اینمان پارک
اینمان پارک (به انگلیسی: Inman Park) یک محله و بافت تاریخی در ایالات متحده آمریکا است که در شهرستان فولتن، جورجیا واقع شده‌است.